# Tranøyfjorden
69°5′26.264″N 17°19′6.8628″Ø / 69.09062889°N 17.318573000°Ø
Tranøyfjorden er en fjord i Tranøy og Dyrøy kommuner i Troms og Finnmark fylke i Norge. Fjorden strækker sig 25 km nordover fra Vågsfjorden, mellem Dyrøya og Senja til Kampevoll i bunden af fjorden. 
Fjorden har indløb mellem Stangneset på halvøen Stonglandet i vest og Hagenes på sydspidsen af Dyrøya i øst. Fjorden går nordover mellem Stonglandet og Dyrøya. Nord for Dyrøya går Solbergfjorden østover. Øen Tranøy, som kommunen og fjorden er opkaldt efter, ligger et stykke nord for Dyrøya. Herfra og ind til bunden af fjorden kaldes den Tranøybotn. 
Ved nordenden af Stonglandet ligger Stonglandseidet. Her er der kun 350 meter over til Eidepollen på vestsiden. Der er ikke så mange bebyggelser ved fjorden, men på vestsiden ligger bygderne Vassvik og Jøvik. 
Riksvei 860 går langs store dele af vestsiden på Senja. Langs fjorden ved Stonglandet går Fv223. 